# Tour de Pologne 2013 – 1. etap
1. etap kolarskiego wyścigu Tour de Pologne 2013 odbył się 27 lipca na terytorium Włoch (w Trydencie). Start miał miejsce w Rovereto, zaś meta w Madonna di Campiglio. Etap liczył 184,5 kilometra. Był to pierwszy etap w historii Tour de Pologne przeprowadzony w całości poza granicami Polski (od startu do mety).
Zwycięzcą etapu został Diego Ulissi, drugie miejsce zajął Darwin Atapuma, a trzecie Rafał Majka. Ulissi został także liderem klasyfikacji generalnej.

## Premie
Na 1. etapie były następujące premie:
| Rodzaj           | Miejscowość          | Kilometry (od startu) | Kilometry (do mety) | Zwycięzca            |
| ---------------- | -------------------- | --------------------- | ------------------- | -------------------- |
| Lotna            | Trydent              | 25,5 km               | 159 km              | Leonardo Duque       |
| Górska (I kat.)  | Fai della Paganella  | 57,6 km               | 126,9 km            | Bartosz Huzarski     |
| Lotna            | Dorsino              | 80,8 km               | 103,7 km            | Bartosz Huzarski     |
| Specjalna        | Garda                | 115,1 km              | 69,4 km             | Cedric Pineau        |
| Górska (II kat.) | Passo Durone         | 145,6 km              | 38,9 km             | Bartosz Huzarski     |
| Lotna            | Pinzolo              | 171,4 km              | 13,1 km             | Serge Pauwels        |
| Górska (I kat.)  | Madonna di Campiglio | 182 km                | 2,5 km              | Chris Anker Sørensen |

## Wyniki etapu
| Miejsce | Zawodnik            | Państwo           | Zespół                       | Czas       | Bon.  |
| ------- | ------------------- | ----------------- | ---------------------------- | ---------- | ----- |
| 1.      | Diego Ulissi        | Włochy            | Lampre-Merida                | 4h 59' 32" | −10 s |
| 2.      | Darwin Atapuma      | Kolumbia          | Colombia                     | +0"        | −6 s  |
| 3.      | Rafał Majka         | Polska            | Team Saxo-Tinkoff            | +0"        | −4 s  |
| 4.      | Eros Capecchi       | Włochy            | Movistar Team                | +0"        | —     |
| 5.      | Ivan Basso          | Włochy            | Cannondale                   | +0"        | —     |
| 6.      | Domenico Pozzovivo  | Włochy            | Ag2r-La Mondiale             | +0"        | —     |
| 7.      | Jon Izagirre        | Hiszpania         | Euskaltel-Euskadi            | +0"        | —     |
| 8.      | Alex Howes          | Stany Zjednoczone | Garmin-Sharp                 | +0"        | —     |
| 9.      | Ben Hermans         | Belgia            | RadioShack-Leopard           | +0"        | —     |
| 10.     | Pieter Weening      | Holandia          | Orica-GreenEDGE Cycling Team | +0"        | —     |
|         |                     |                   |                              |            |       |
| 40.     | Adrian Honkisz      | Polska            | CCC Polsat Polkowice         | + 3' 37"   | —     |
| 46.     | Mateusz Taciak      | Polska            | CCC Polsat Polkowice         | + 6' 19"   | —     |
| 48.     | Tomasz Marczyński   | Polska            | Vacansoleil-DCM              | + 6' 47"   | —     |
| 62.     | Jacek Morajko       | Polska            | CCC Polsat Polkowice         | + 11' 02"  | —     |
| 64.     | Michał Gołaś        | Polska            | Omega Pharma-Quick Step      | + 11' 02"  | —     |
| 80.     | Maciej Paterski     | Polska            | Cannondale                   | + 16' 43"  | —     |
| 87.     | Karol Domagalski    | Polska            | Reprezentacja Polski         | + 16' 43"  | —     |
| 88.     | Bartosz Huzarski    | Polska            | Team NetApp                  | + 16' 43"  | −35 s |
| 94.     | Paweł Cieślik       | Polska            | Reprezentacja Polski         | + 24' 41"  | —     |
| 102.    | Przemysław Niemiec  | Polska            | Lampre-Merida                | + 28' 36"  | —     |
| 103.    | Sylwester Szmyd     | Polska            | Movistar Team                | + 28' 36"  | —     |
| 107.    | Łukasz Bodnar       | Polska            | Reprezentacja Polski         | + 32' 41"  | —     |
| 109.    | Adam Stachowiak     | Polska            | Reprezentacja Polski         | + 35' 28"  | —     |
| 110.    | Paweł Franczak      | Polska            | Reprezentacja Polski         | + 35' 28"  | —     |
| 114.    | Bartłomiej Matysiak | Polska            | CCC Polsat Polkowice         | + 35' 28"  | —     |
| 131.    | Kamil Gradek        | Polska            | Reprezentacja Polski         | + 35' 28"  | —     |

## Klasyfikacje po 1. etapie
| Klasyfikacja generalna | Klasyfikacja generalna | Klasyfikacja generalna | Klasyfikacja generalna  | Klasyfikacja generalna |
| Miejsce                | Zawodnik               | Państwo                | Zespół                  | Czas                   |
| ---------------------- | ---------------------- | ---------------------- | ----------------------- | ---------------------- |
| 1.                     | Diego Ulissi           | Włochy                 | Lampre-Merida           | 4h 59' 22"             |
| 2.                     | Darwin Atapuma         | Kolumbia               | Colombia                | +4"                    |
| 3.                     | Rafał Majka            | Polska                 | Team Saxo-Tinkoff       | +6"                    |
| 4.                     | Eros Capecchi          | Włochy                 | Movistar Team           | +10"                   |
| 5.                     | Ivan Basso             | Włochy                 | Cannondale              | +10"                   |
| 6.                     | Domenico Pozzovivo     | Włochy                 | Ag2r-La Mondiale        | +10"                   |
| 7.                     | Jon Izagirre           | Hiszpania              | Euskaltel-Euskadi       | +10"                   |
| 8.                     | Alex Howes             | Stany Zjednoczone      | Garmin-Sharp            | +10"                   |
| 9.                     | Ben Hermans            | Belgia                 | RadioShack-Leopard      | +10"                   |
| 10.                    | Pieter Weening         | Holandia               | Orica-GreenEDGE         | +10"                   |
|                        |                        |                        |                         |                        |
| 40.                    | Adrian Honkisz         | Polska                 | CCC Polsat Polkowice    | + 3' 47"               |
| 46.                    | Mateusz Taciak         | Polska                 | CCC Polsat Polkowice    | + 6' 29"               |
| 48.                    | Tomasz Marczyński      | Polska                 | Vacansoleil-DCM         | + 6' 57"               |
| 62.                    | Jacek Morajko          | Polska                 | CCC Polsat Polkowice    | + 11' 12"              |
| 64.                    | Michał Gołaś           | Polska                 | Omega Pharma-Quick Step | + 11' 12"              |
| 78.                    | Bartosz Huzarski       | Polska                 | Team NetApp             | + 16' 18"              |
| 80.                    | Maciej Paterski        | Polska                 | Cannondale              | + 16' 53"              |
| 87.                    | Karol Domagalski       | Polska                 | Reprezentacja Polski    | + 16' 53"              |
| 94.                    | Paweł Cieślik          | Polska                 | Reprezentacja Polski    | + 24' 51"              |
| 102.                   | Przemysław Niemiec     | Polska                 | Lampre-Merida           | + 28' 46"              |
| 103.                   | Sylwester Szmyd        | Polska                 | Movistar Team           | + 28' 46"              |
| 107.                   | Łukasz Bodnar          | Polska                 | Reprezentacja Polski    | + 32' 51"              |
| 109.                   | Adam Stachowiak        | Polska                 | Reprezentacja Polski    | + 35' 38"              |
| 110.                   | Paweł Franczak         | Polska                 | Reprezentacja Polski    | + 35' 38"              |
| 114.                   | Bartłomiej Matysiak    | Polska                 | CCC Polsat Polkowice    | + 35' 38"              |
| 131.                   | Kamil Gradek           | Polska                 | Reprezentacja Polski    | + 35' 38"              |

| Klasyfikacja punktowa | Klasyfikacja punktowa | Klasyfikacja punktowa | Klasyfikacja punktowa | Klasyfikacja punktowa |
| Miejsce               | Zawodnik              | Państwo               | Zespół                | Punkty                |
| --------------------- | --------------------- | --------------------- | --------------------- | --------------------- |
| 1.                    | Diego Ulissi          | Włochy                | Lampre-Merida         | 20 pkt.               |
| 2.                    | Darwin Atapuma        | Kolumbia              | Colombia              | 19 pkt.               |
| 3.                    | Rafał Majka           | Polska                | Team Saxo-Tinkoff     | 18 pkt.               |
| 4.                    | Eros Capecchi         | Włochy                | Movistar Team         | 17 pkt.               |
| 5.                    | Ivan Basso            | Włochy                | Cannondale            | 16 pkt.               |

| Klasyfikacja górska | Klasyfikacja górska  | Klasyfikacja górska | Klasyfikacja górska     | Klasyfikacja górska |
| Miejsce             | Zawodnik             | Państwo             | Zespół                  | Punkty              |
| ------------------- | -------------------- | ------------------- | ----------------------- | ------------------- |
| 1.                  | Bartosz Huzarski     | Polska              | Team NetApp             | 15 pkt.             |
| 2.                  | Chris Anker Sørensen | Dania               | Team Saxo-Tinkoff       | 10 pkt.             |
| 3.                  | Serge Pauwels        | Belgia              | Omega Pharma-Quick Step | 10 pkt.             |
| 4.                  | Eros Capecchi        | Włochy              | Movistar Team           | 7 pkt.              |
| 5.                  | Marco Pinotti        | Włochy              | BMC Racing Team         | 6 pkt.              |

| Klasyfikacja najaktywniejszych | Klasyfikacja najaktywniejszych | Klasyfikacja najaktywniejszych | Klasyfikacja najaktywniejszych | Klasyfikacja najaktywniejszych |
| Miejsce                        | Zawodnik                       | Państwo                        | Zespół                         | Punkty                         |
| ------------------------------ | ------------------------------ | ------------------------------ | ------------------------------ | ------------------------------ |
| 1.                             | Bartosz Huzarski               | Polska                         | Team NetApp                    | 5 pkt.                         |
| 2.                             | Serge Pauwels                  | Belgia                         | Omega Pharma-Quick Step        | 4 pkt.                         |
| 3.                             | Leonardo Duque                 | Kolumbia                       | Colombia                       | 3 pkt.                         |
| 4.                             | Cedric Pineau                  | Francja                        | FDJ                            | 2 pkt.                         |
| 5.                             | Tosh Van Der Sande             | Belgia                         | Lotto-Belisol                  | 2 pkt.                         |

| Najwyżej sklasyfikowany Polak | Najwyżej sklasyfikowany Polak | Najwyżej sklasyfikowany Polak | Najwyżej sklasyfikowany Polak | Najwyżej sklasyfikowany Polak |
| Miejsce                       | Zawodnik                      | Zespół                        | Czas                          |                               |
| ----------------------------- | ----------------------------- | ----------------------------- | ----------------------------- | ----------------------------- |
| 1.                            | Rafał Majka                   | Team Saxo-Tinkoff             | 4h 59' 28"                    |                               |
| 2.                            | Adrian Honkisz                | CCC Polsat Polkowice          | + 3' 37"                      |                               |
| 3.                            | Mateusz Taciak                | CCC Polsat Polkowice          | + 6' 29"                      |                               |
| 4.                            | Tomasz Marczyński             | Vacansoleil-DCM               | + 6' 57"                      |                               |
| 5.                            | Jacek Morajko                 | CCC Polsat Polkowice          | + 11' 12"                     |                               |

| 1. | RadioShack-Leopard | 14h 59' 59" |
| 2. | Team Saxo-Tinkoff  | + 02' 14"   |
| 2. | Movistar Team      | + 02' 14"   |
| 4. | BMC Racing Team    | + 03' 46"   |
| 5. | Ag2r-La Mondiale   | + 04' 11"   |
| 5. | Cannondale         | + 04' 11"   |